# Mudra

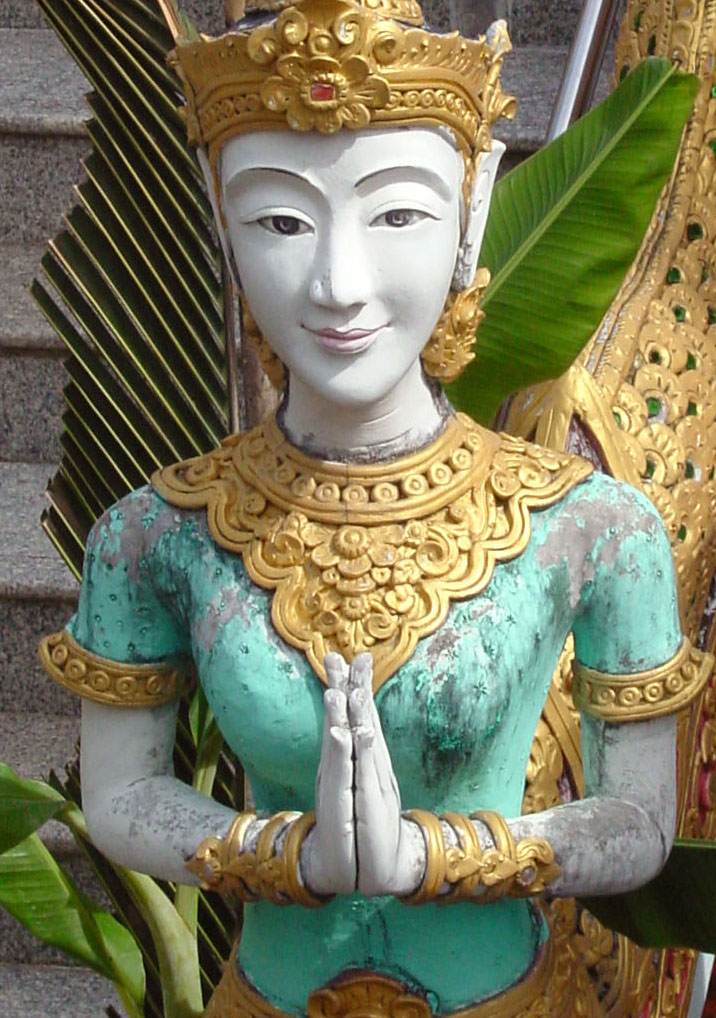
Namasté

Mudra (letterlijke betekenis zegel of gebaar) is een term uit de Indiase cultuur waarmee een symbolische houding van de hand wordt bedoeld of een artistieke religieuze beeltenis, zoals een schilderij of een sculptuur van een heilige.

## Voorkomen
Mudra's worden beschreven in oude Indische teksten zoals de Veda's. In Indiase en Balinese dansen kan het ook meerdere delen van het lichaam omvatten. Mudra’s zijn inmiddels in heel Azië terug te vinden in het hindoeïsme, boeddhisme, taoïsme en shintoïsme.
Er bestaat een belangrijk aantal mudra's die worden uitgevoerd met slechts een of beide handen die gebruikt worden om een bepaald gevoel of situatie uit te drukken.

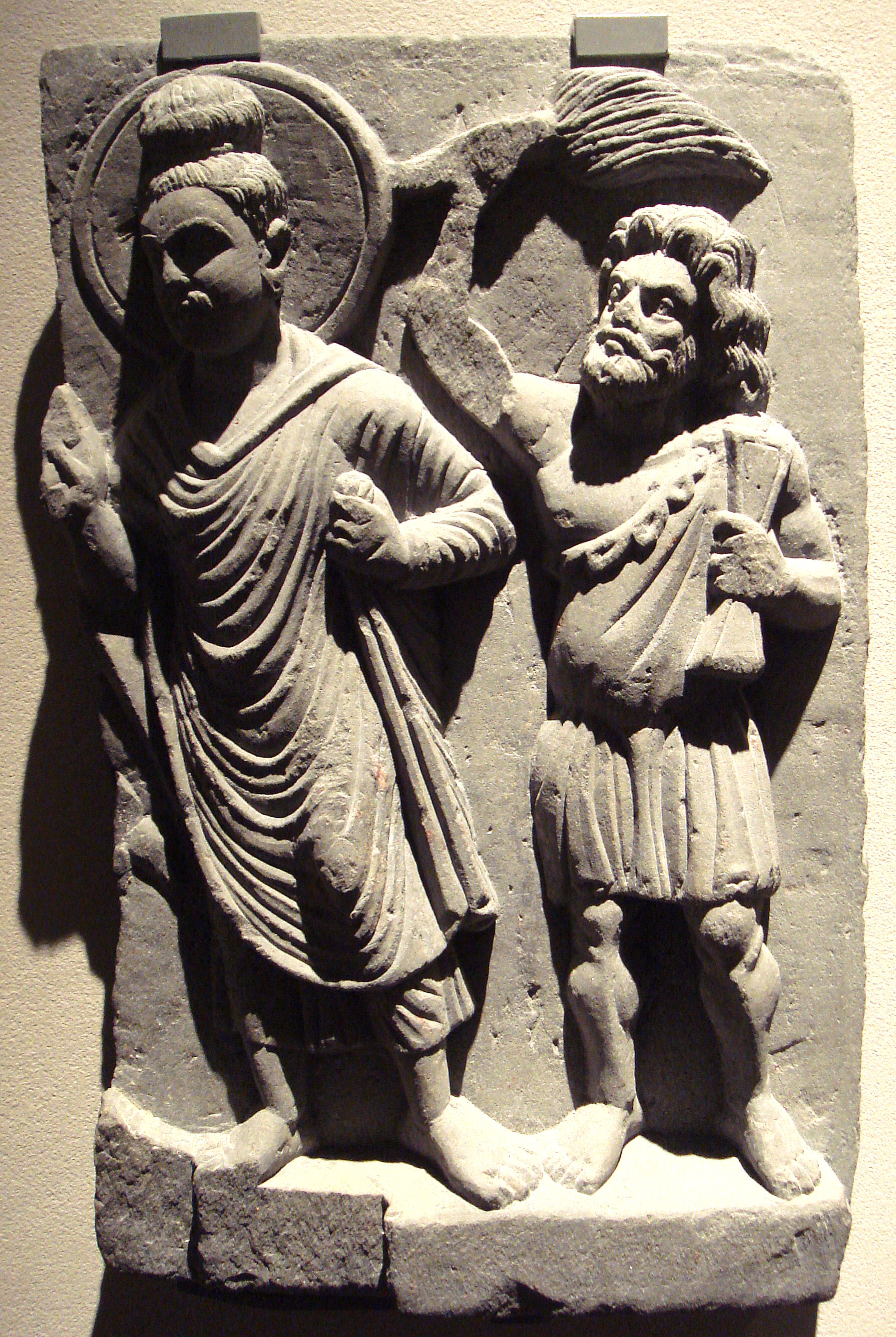
De mudra's op deze beelden uit de tweede eeuw zijn vernietigd
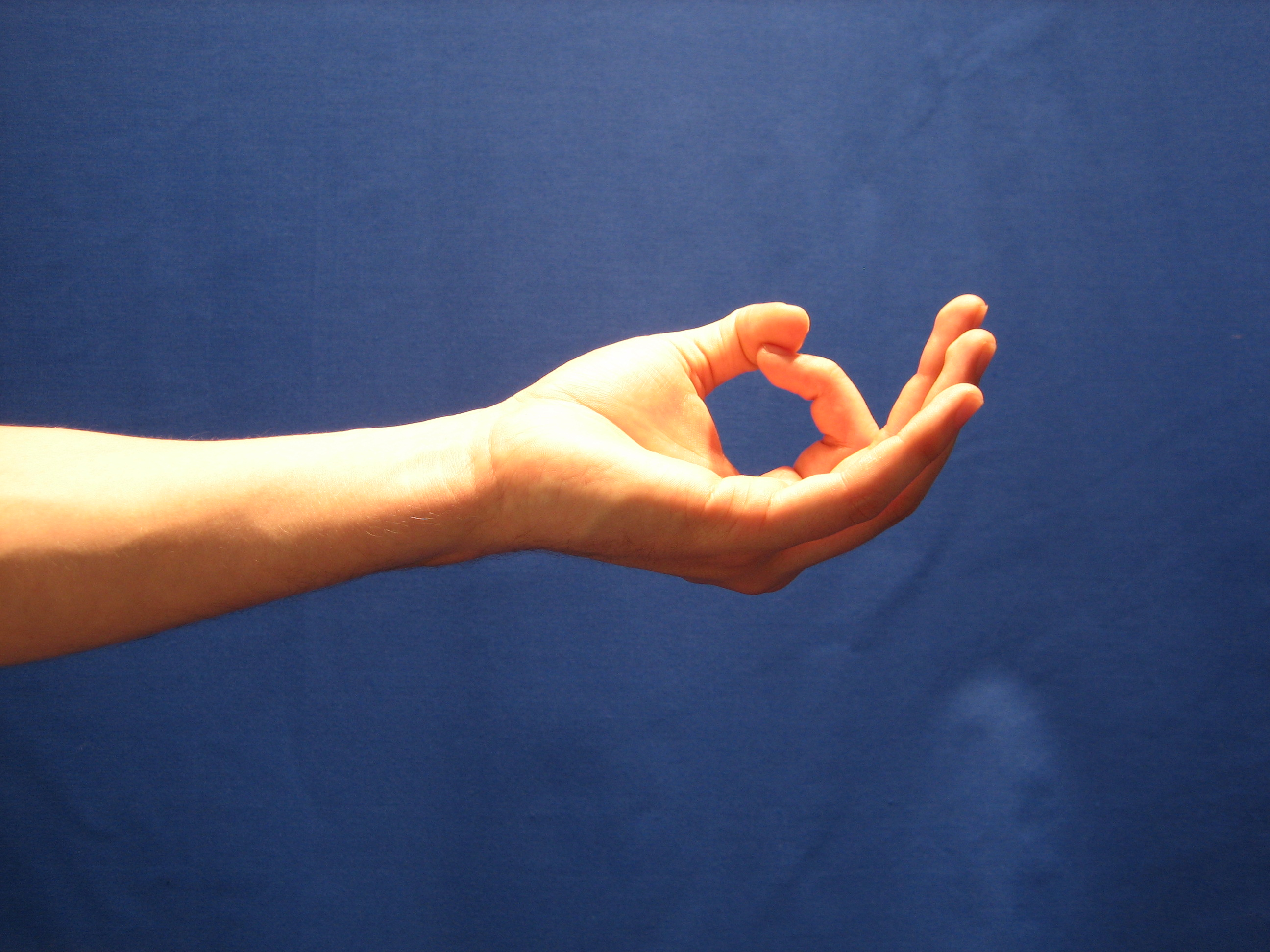
Jnana mudra

## Yoga

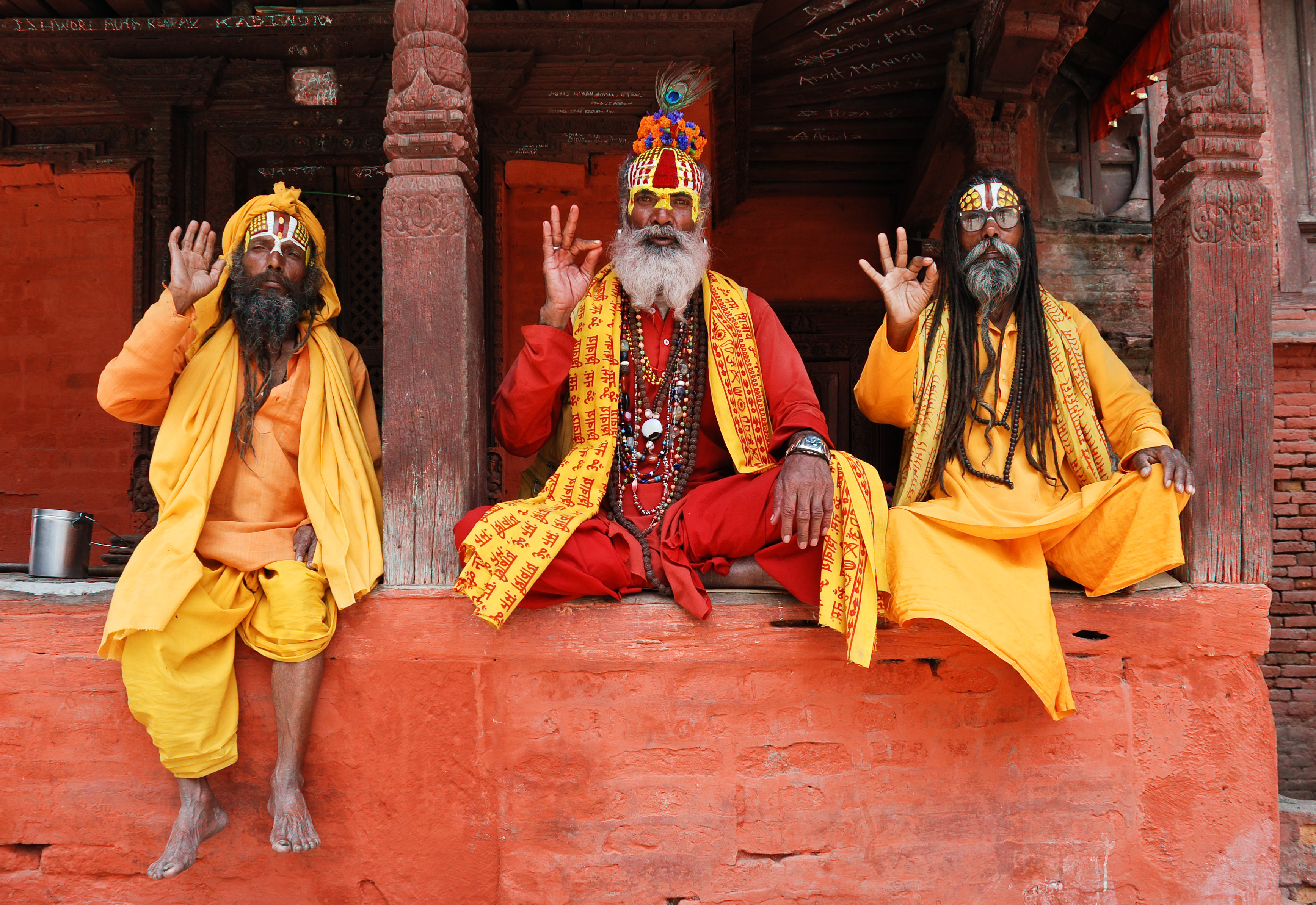
Drie sadhoes

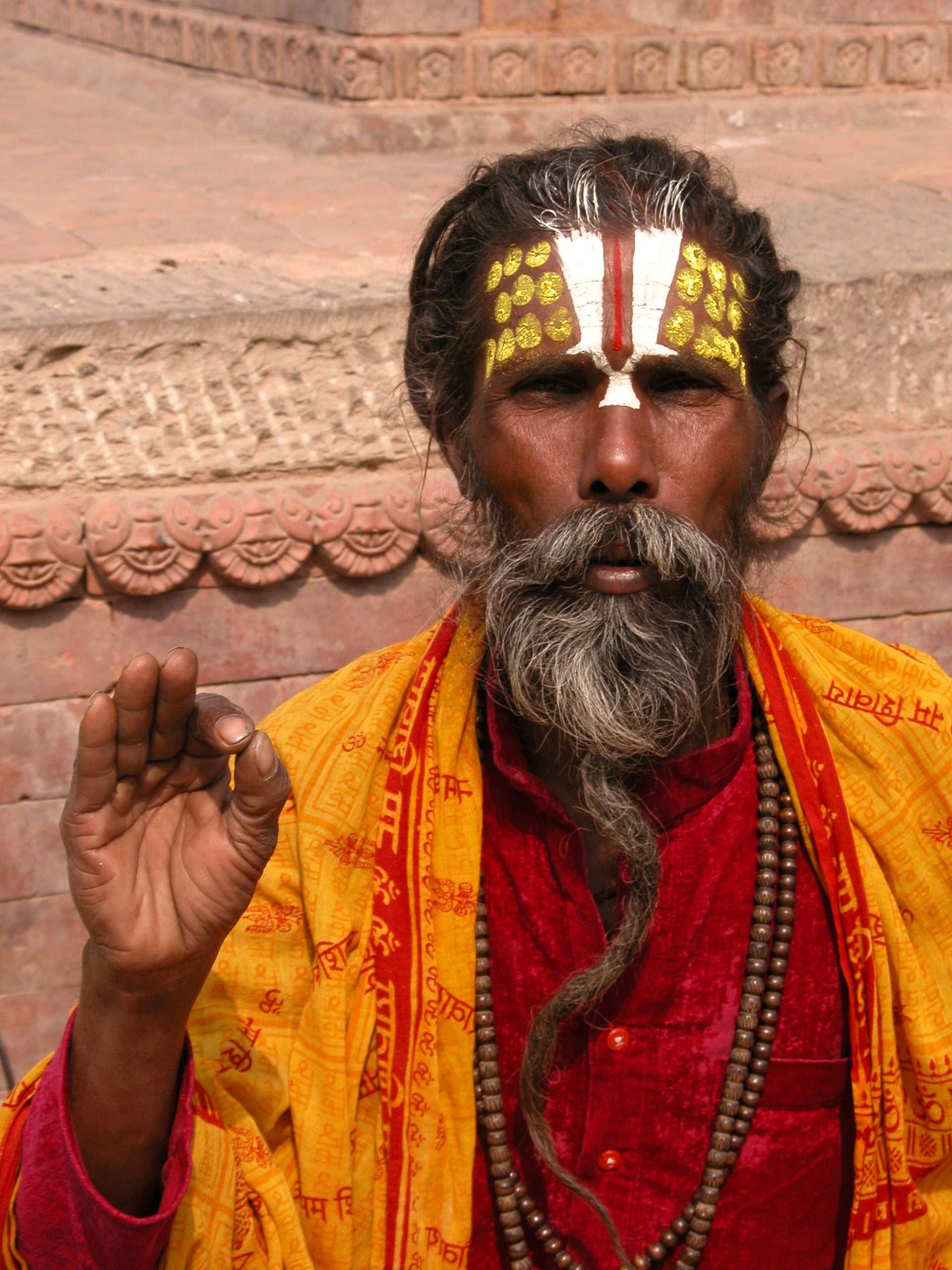
Sadhoe in Kathmandu

Een mudra is een bepaalde houding van de hand die van dienst is tijdens het uitvoeren van meditatie of pranayama. Soms is het nut van een mudra, dat de concentratie beter vastgehouden kan worden.
Een yogi verklaart dit in het beter doorstromen van de prana-energie tussen de ene en de andere vingers, zoals in de jnana mudra of yoni mudra. Op andere momenten is een mudra puur praktisch van nut aangezien de vingers dan een neusgat afsluiten wanneer het de bedoeling is dat er door het andere neusgat ingeademd wordt.
Het kan alleen een houding van een of beide handen zijn, waarbij de mudra's voornamelijk worden beoefend tijdens het mediteren. Voorbeelden zijn de ahamkara, buddhi, cup, gomukha, jnana, namasté, ohm, prithvi, shanti, shiva, vishnu en yoni mudra. Volgens de yogaleer stroomt er prana uit de vingertoppen die van de ene naar de andere vinger geleid kan worden, door de vingers tegen elkaar aan te houden. De vijf vingers hebben een verschillende betekenis:
- Duim: de duim staat voor de goddelijke energie. Het is het symbool voor wilskracht dat niet geconditioneerd is door karma.
- Wijsvinger: de wijsvinger wordt in verband gebracht met Jupiter en staat symbool voor het ego en expansie. De energieën zouden worden beheerst door onbewuste patronen.
- Middelvinger: de middelvinger symboliseert de kracht van Saturnus. Door deze vinger zou het meest door karma geconditioneerde energie stromen en wordt daarom alleen gebruikt voor mudra's waarvoor sterke stabiliserende krachten nodig zijn.
- Ringvinger: de ringvinger symboliseert de energieën van de zon die betrekking hebben op de kracht van een individu.
- Pink: de pink wordt geassocieerd met Mercurius en wordt gerelateerd aan het ontwikkelen van het intellect en zaken.[1]

## Overige toepassing van mudra's
Jin Shin Jyutsu is een geneeskunst die is herontdekt door de Japanse ingenieur Jiro Murai (1886-1960). Murai mediteerde in 1912 dagenlang op acht mudra's voor zijn genezing van een levensbedreigende ziekte. Na zijn genezing ging hij de werking van deze mudra's bestuderen en ontdekte hij Jin Shin Jyutsu, een geneeskunst waarmee hij zelfs de Japanse keizer mocht behandelen. De acht mudra's zijn voor het eerst gepubliceerd als zelfhulp in Tekst I van zijn leerling Mary Burmeister (1918-2008).
Kuji-In is een ritueel van mudra's uit het Japanse boeddhisme dat is ontstaan in China, Tibet en India. Het gehele Kuji-In -ritueel omvat 9 mudra's, mantra's en meditatie. Beoefenaars doen dit ritueel om kracht, controle en verlichting te verkrijgen en genezende krachten te ontwikkelen.
Meditatieve bewegingstherapieën als Tai Chi en Qigong gebruiken vele mudra's. Maar ook in de Chinese krijgskunst kungfu komen deze voor.

## Indiase dans

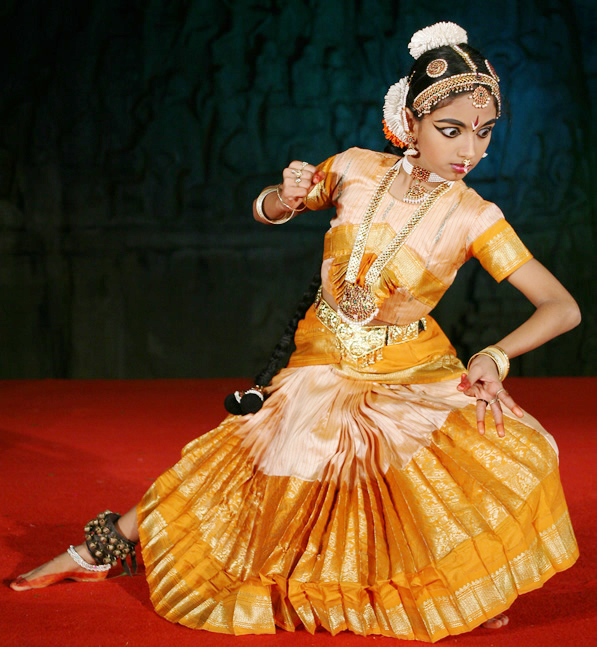
Durga mudra, rechterhand houdt de drietand vast, de drie vingers van de linkerhand verbeelden het uiteinde van de drietand

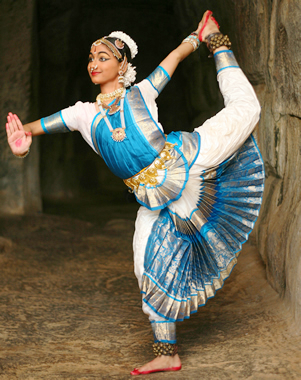
Shiva Nataraja (kosmische dans) mudra

Het kan ook de houding van andere delen van het lichaam omvatten, zoals in vele Indische dansvormen, zoals in de Bharata natyam, Odissi, Kutiyattam, Mohiniattam en Kuchipudi, waarin duizenden mudra's worden erkend in de vorm van specifieke gebaren van het gezicht, de handen en het lichaam.

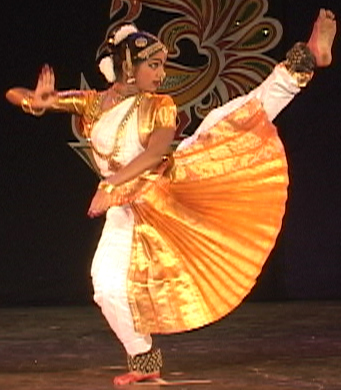
Danshouding uit de Bharata natyam
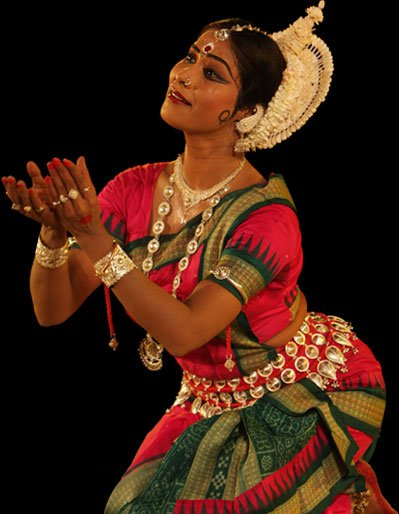
Danshouding uit de Odissi

## Boeddhisme
In de boeddhistische kunst wordt mudra gebruikt voor de uitbeeldingen van Boeddha, Bodhisattva's en Yidams die zich in een asana bevinden.

Dhyani mudra
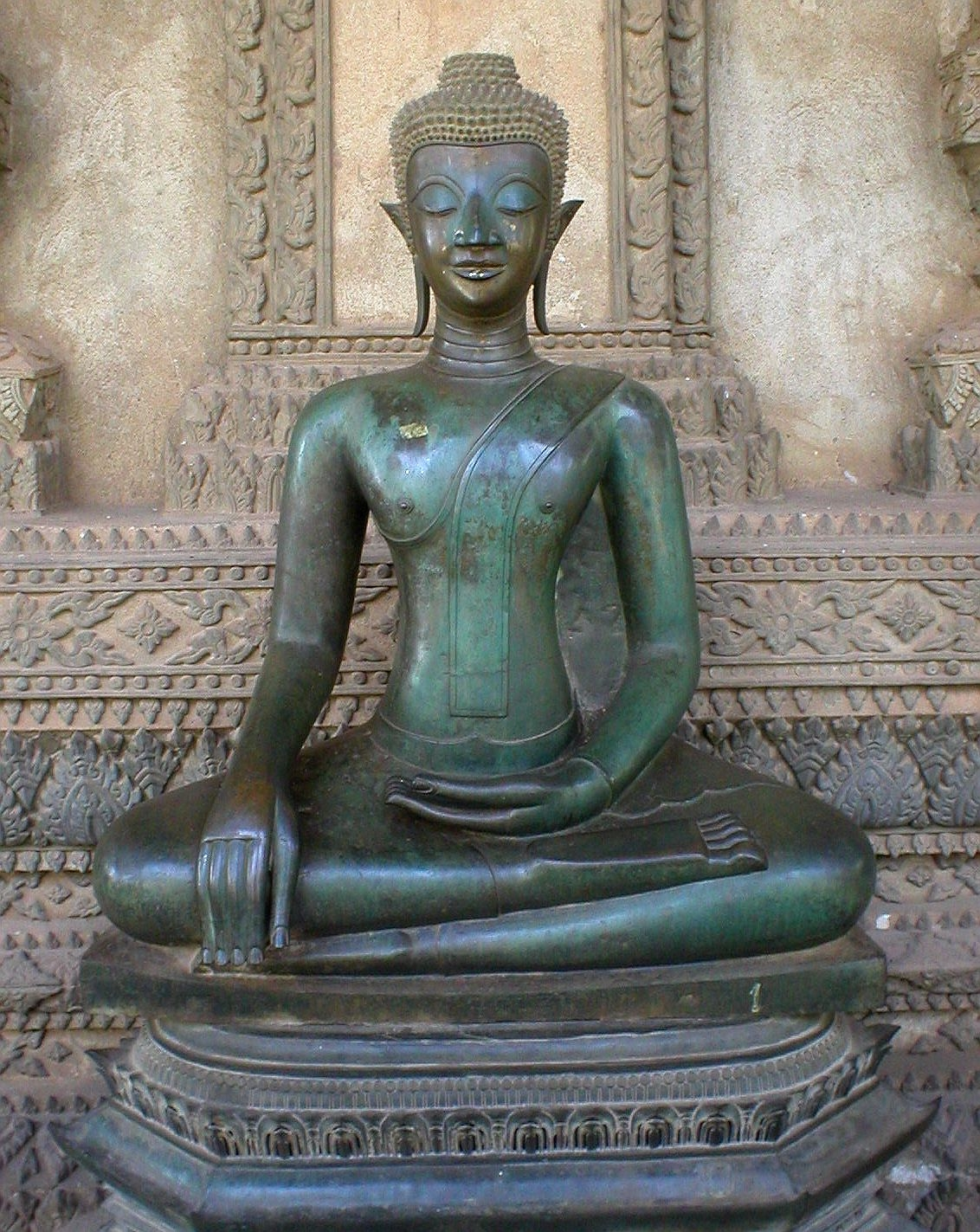
Bhumisparsha mudra
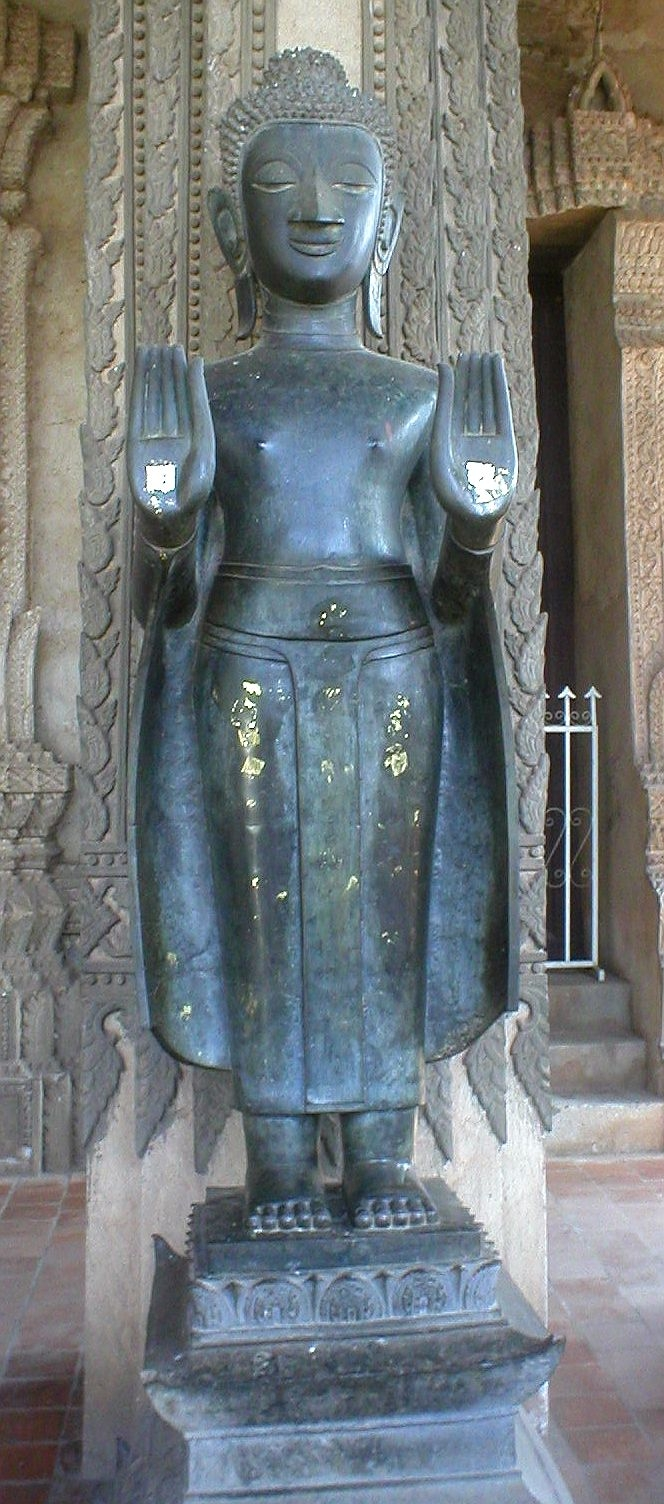
Abhaya mudra
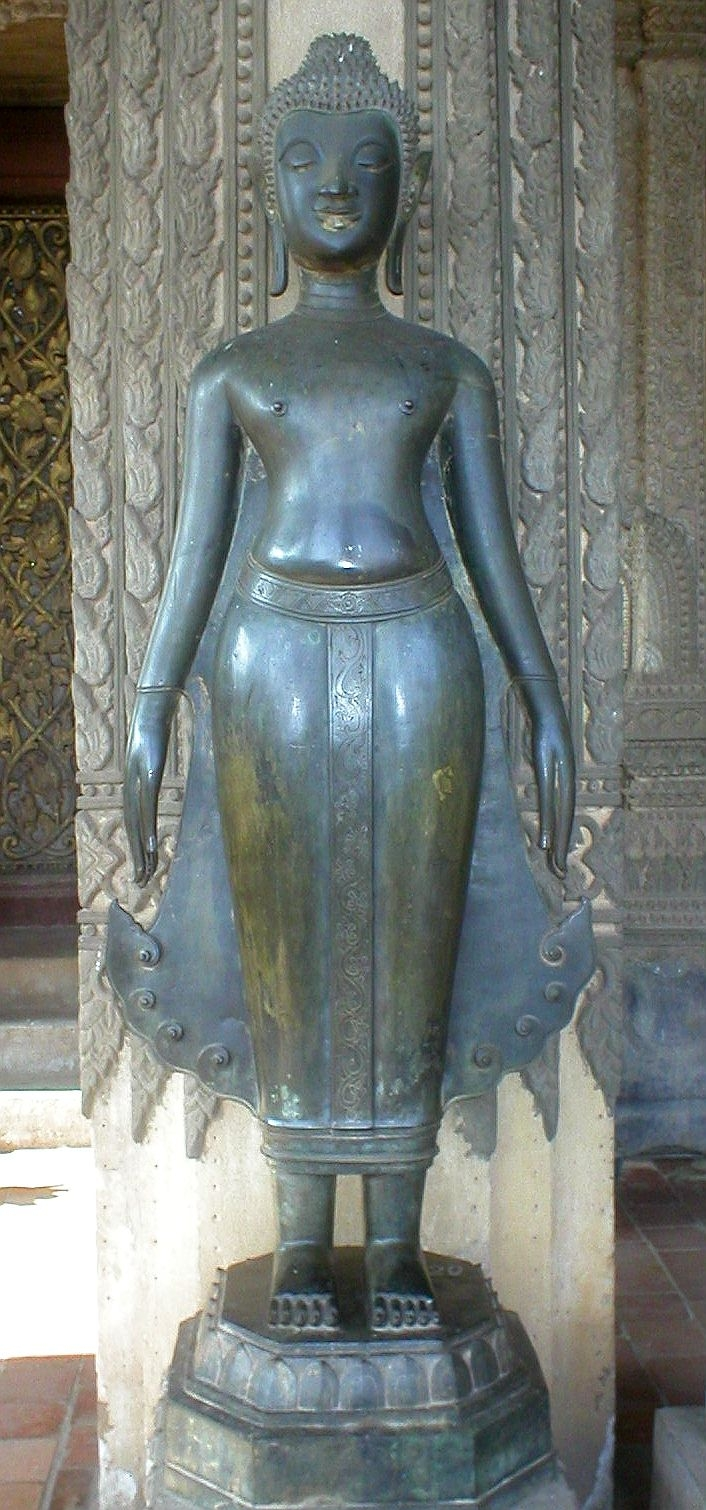
Mettakaruna mudra
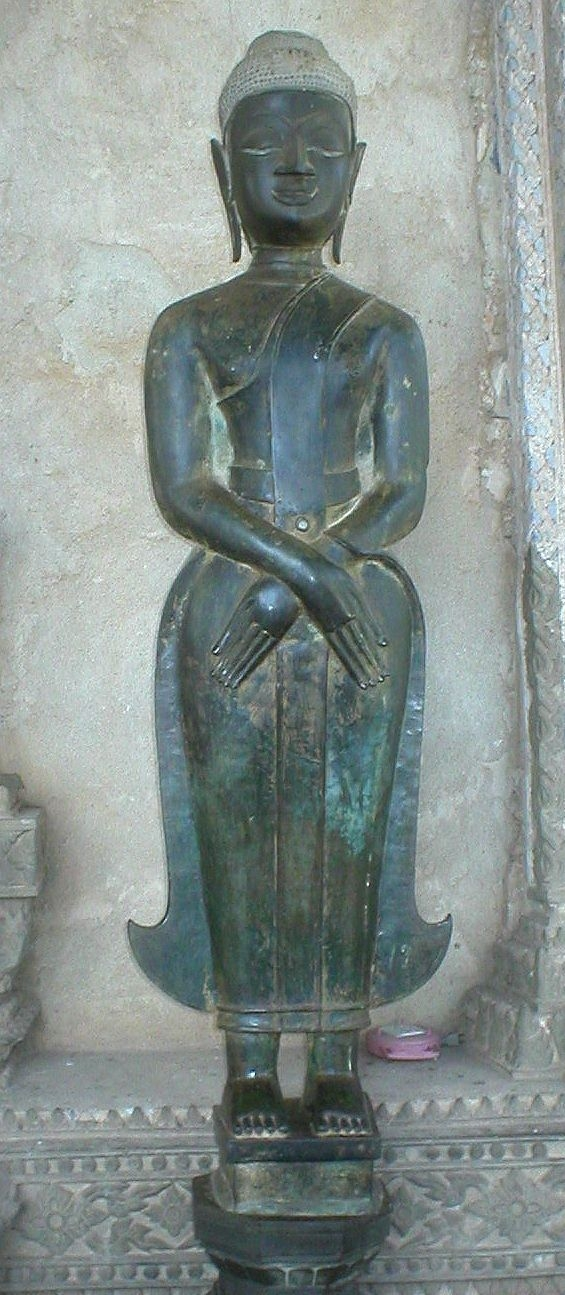
Kijkend naar de Boddhi-boom mudra

## Balinese dans
Op Bali wordt de Mahabharata door dans, ritme, klank (gamelan) en mudra uitgebeeld (kecakdans in Ubud).

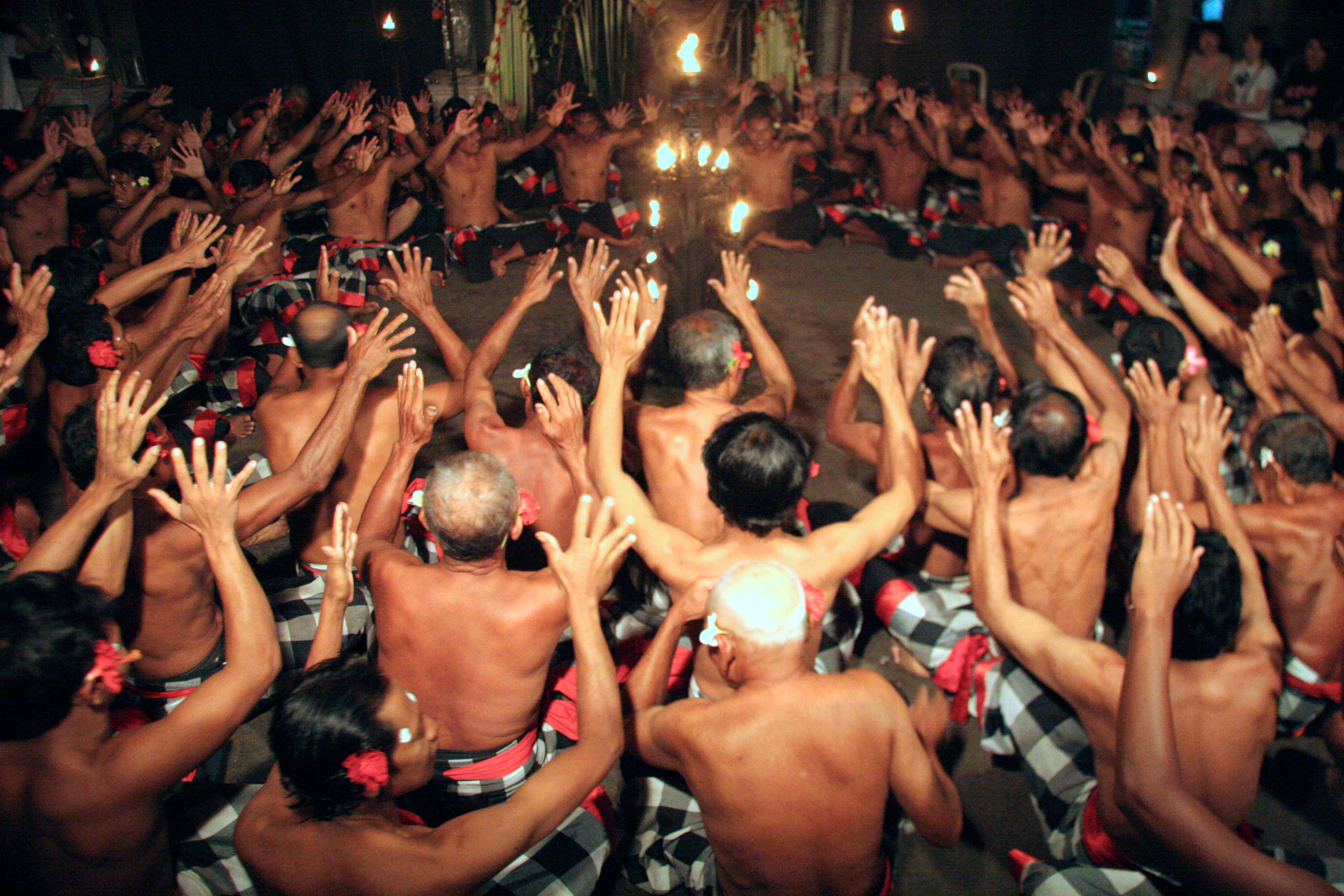
Foto 1/8
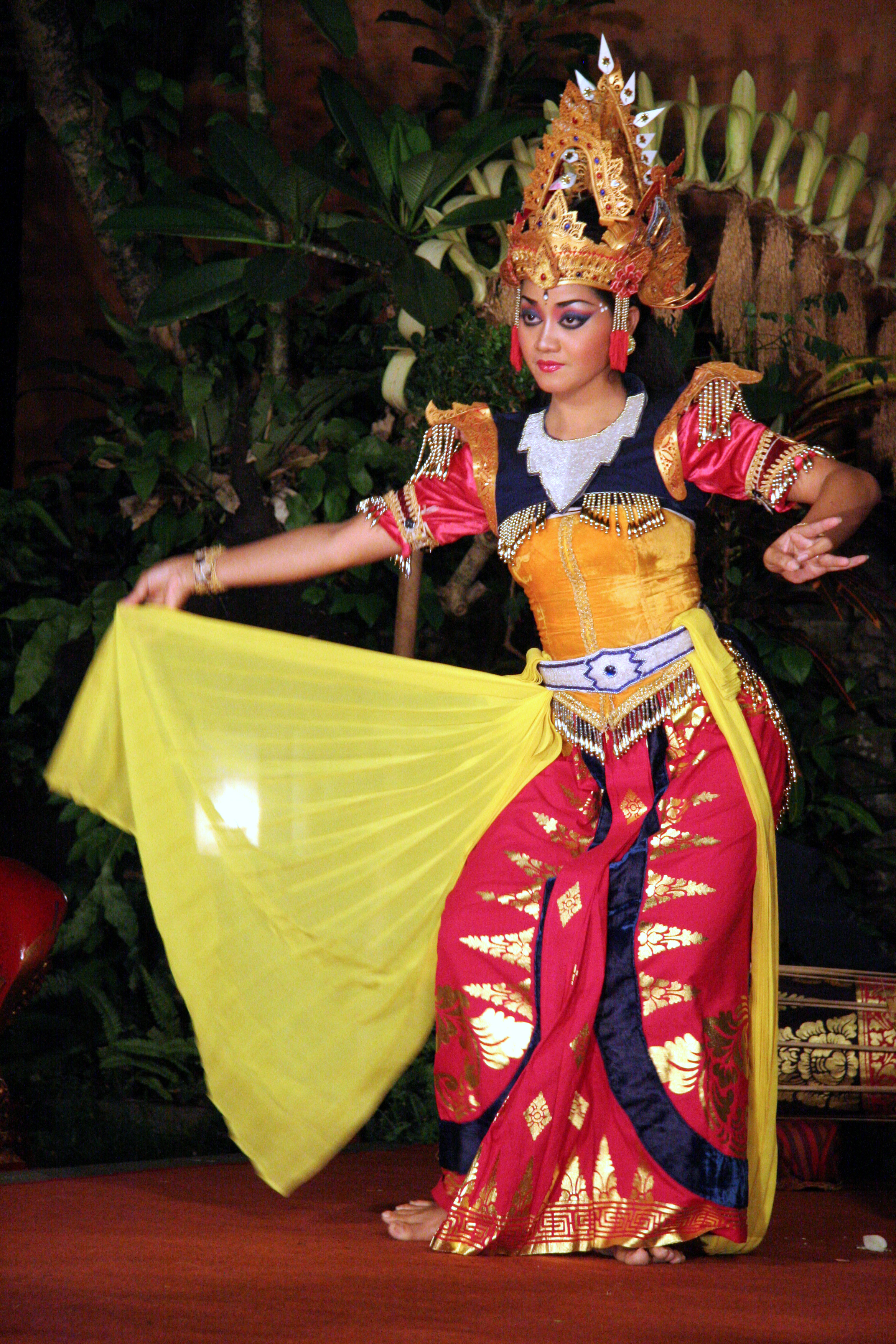
Foto 2/8
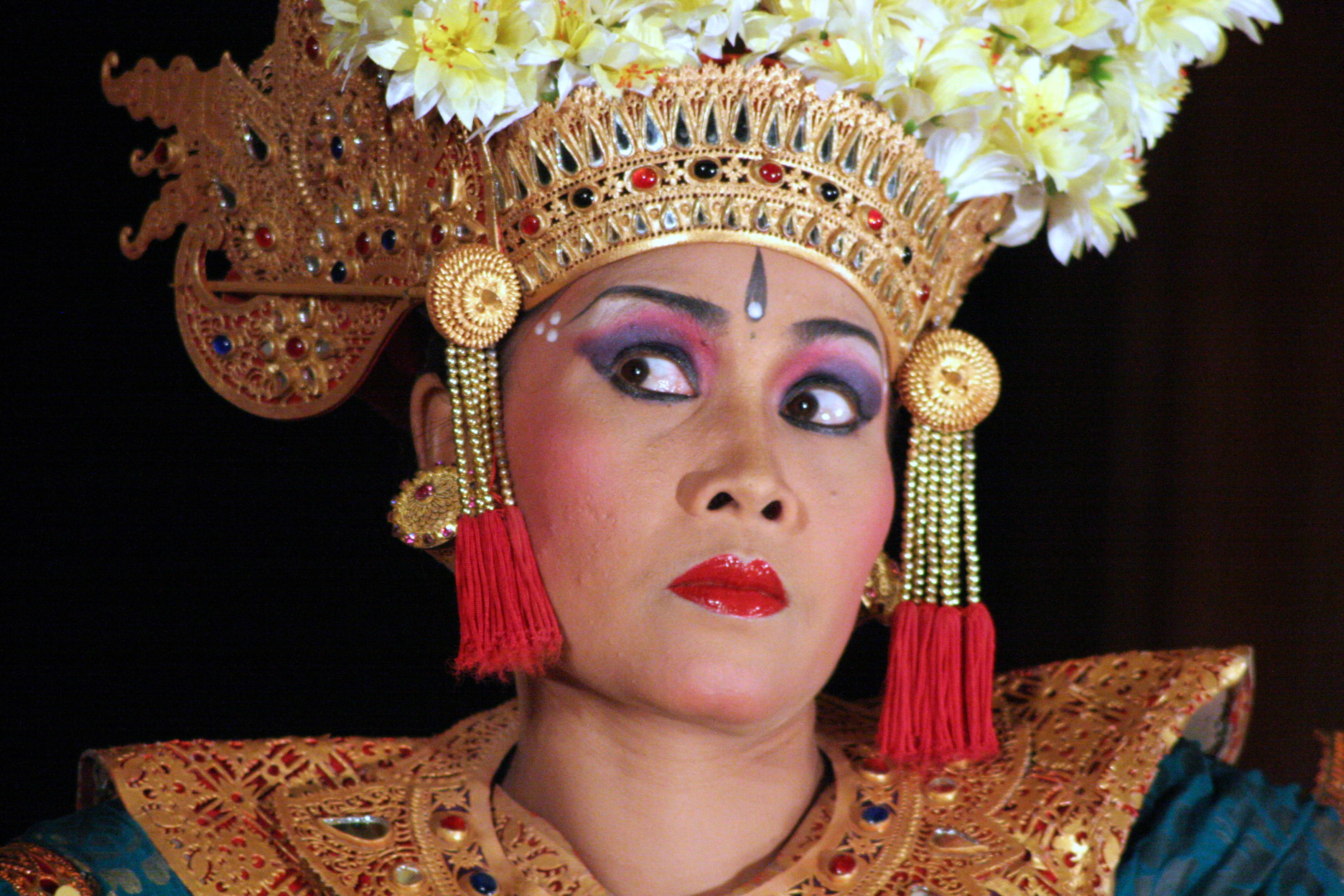
Foto 3/8
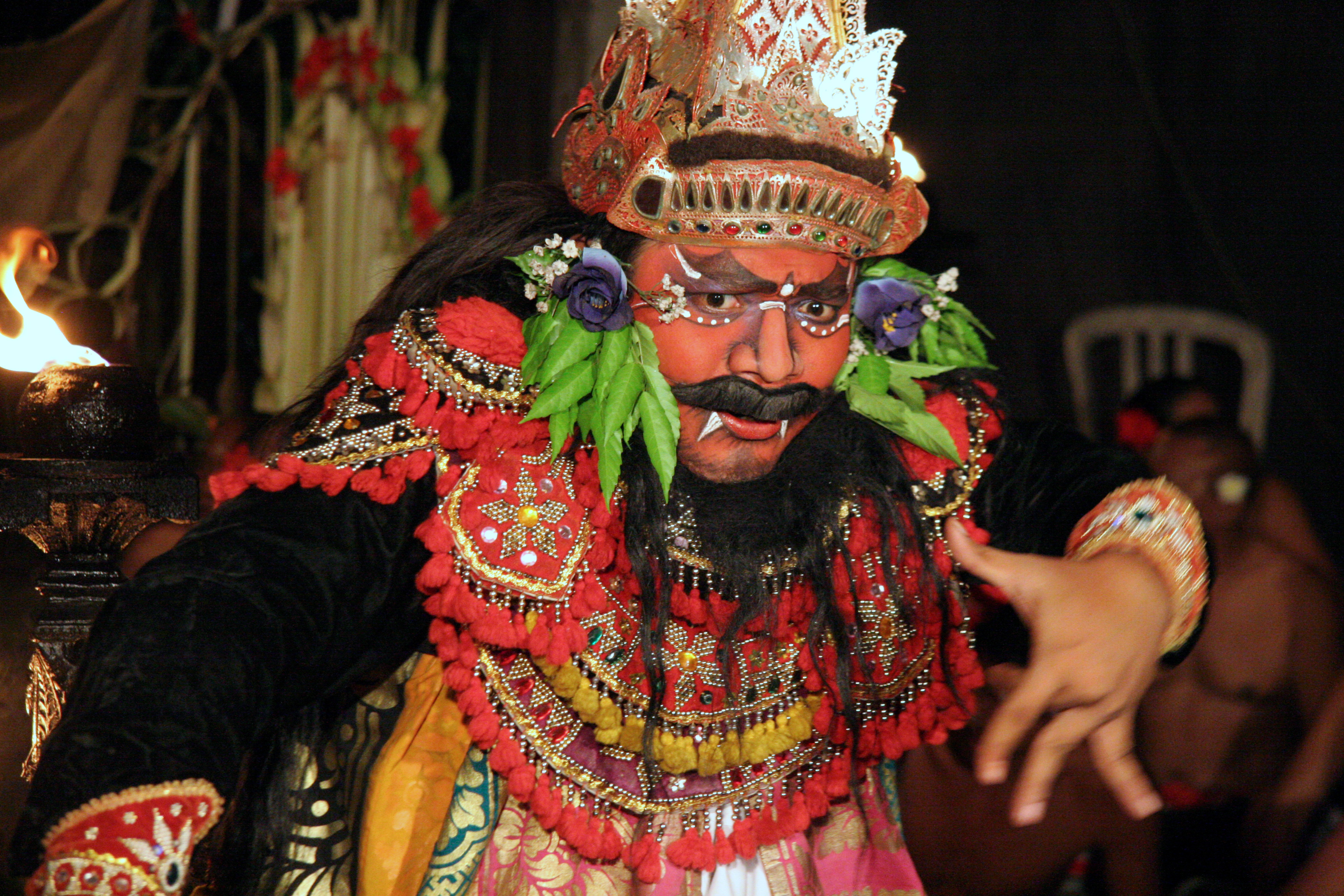
Foto 4/8
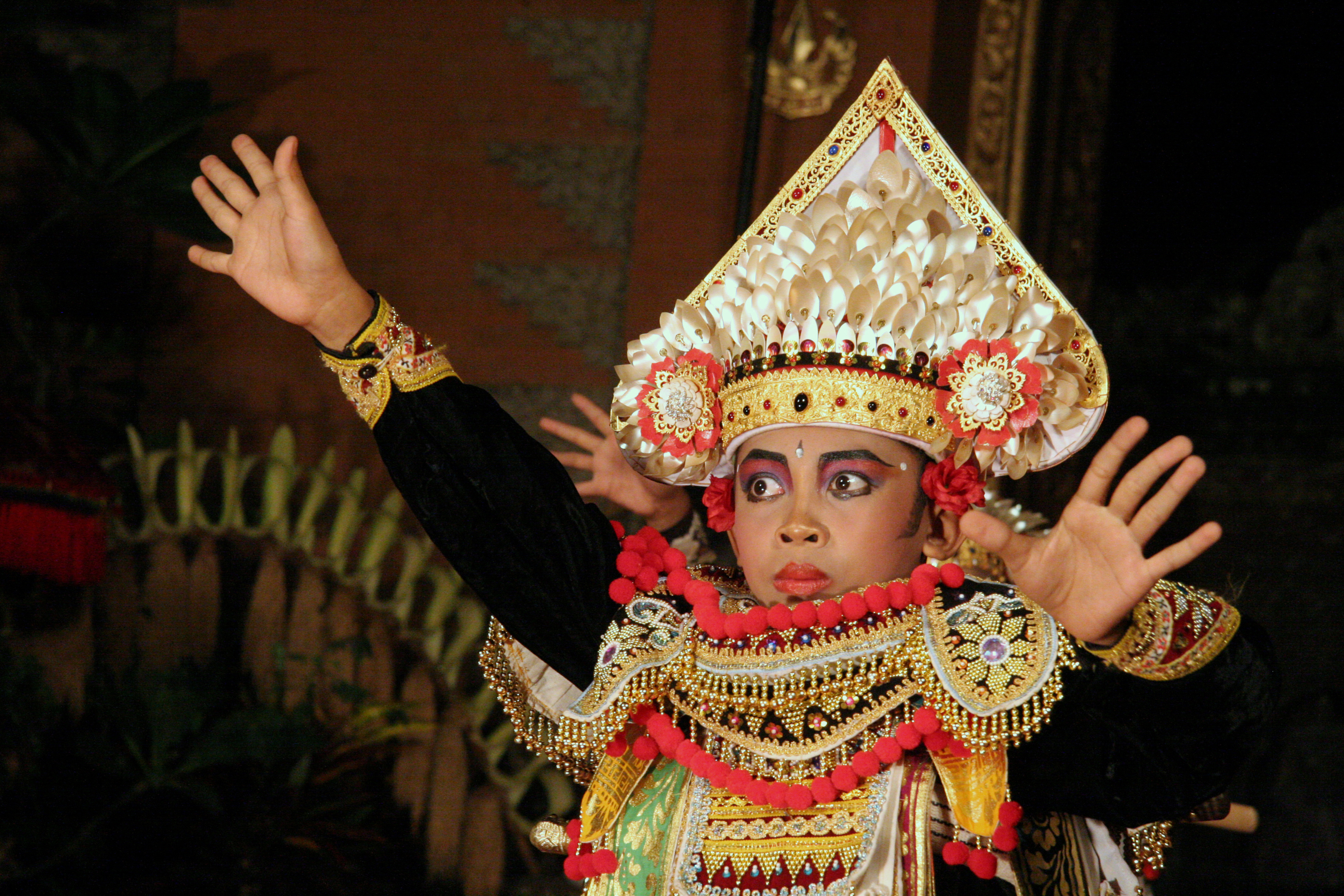
Foto 5/8
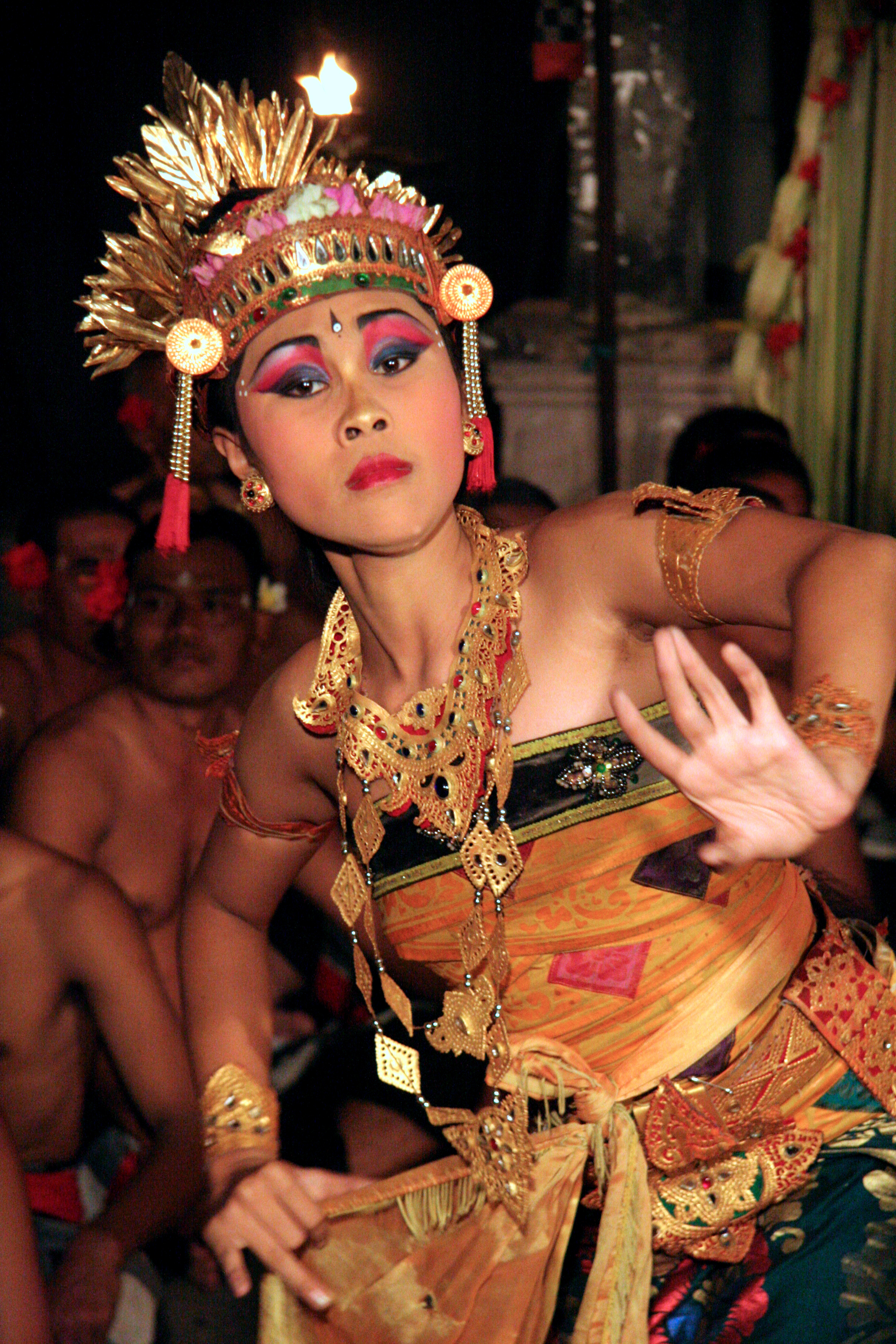
Foto 6/8
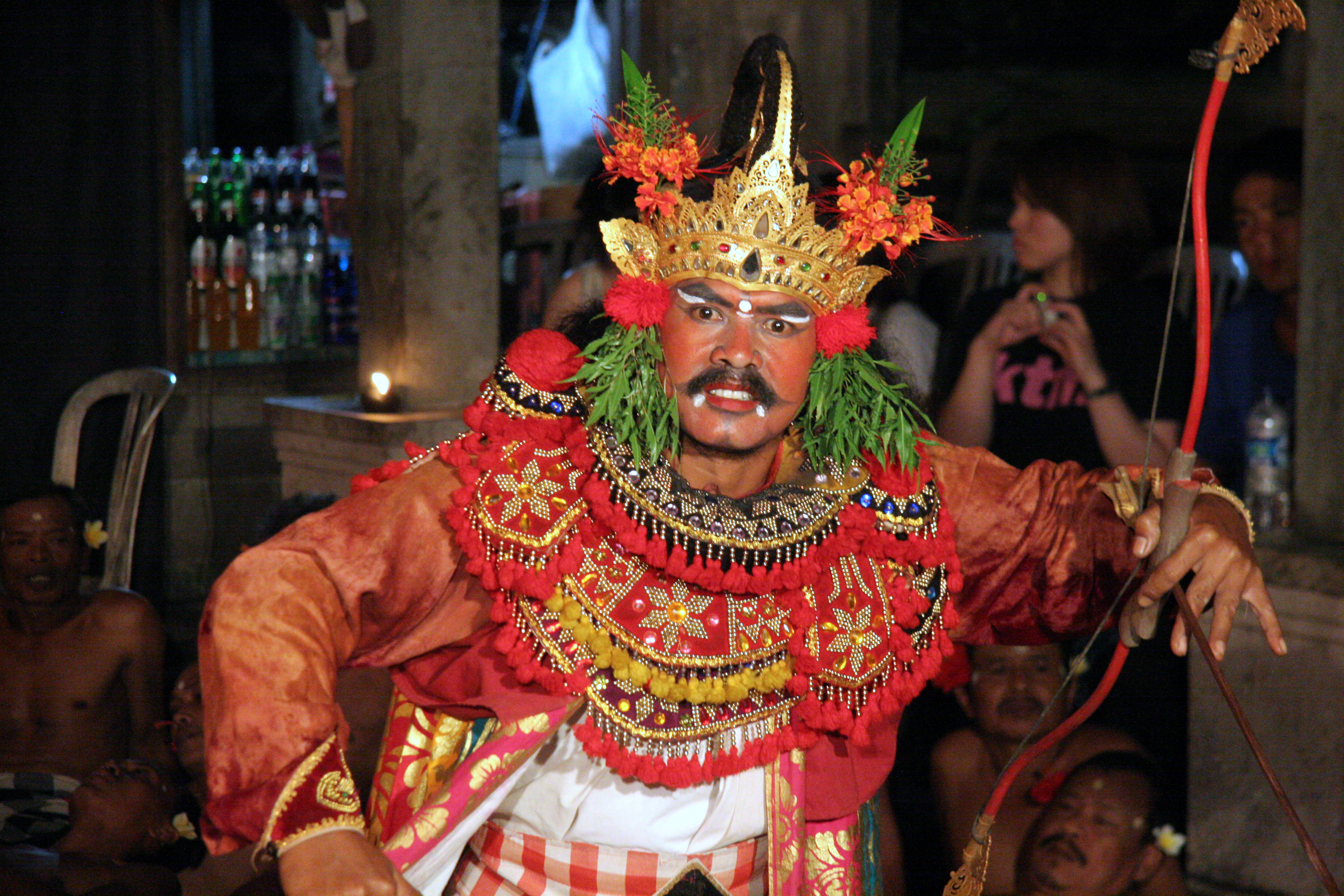
Foto 7/8
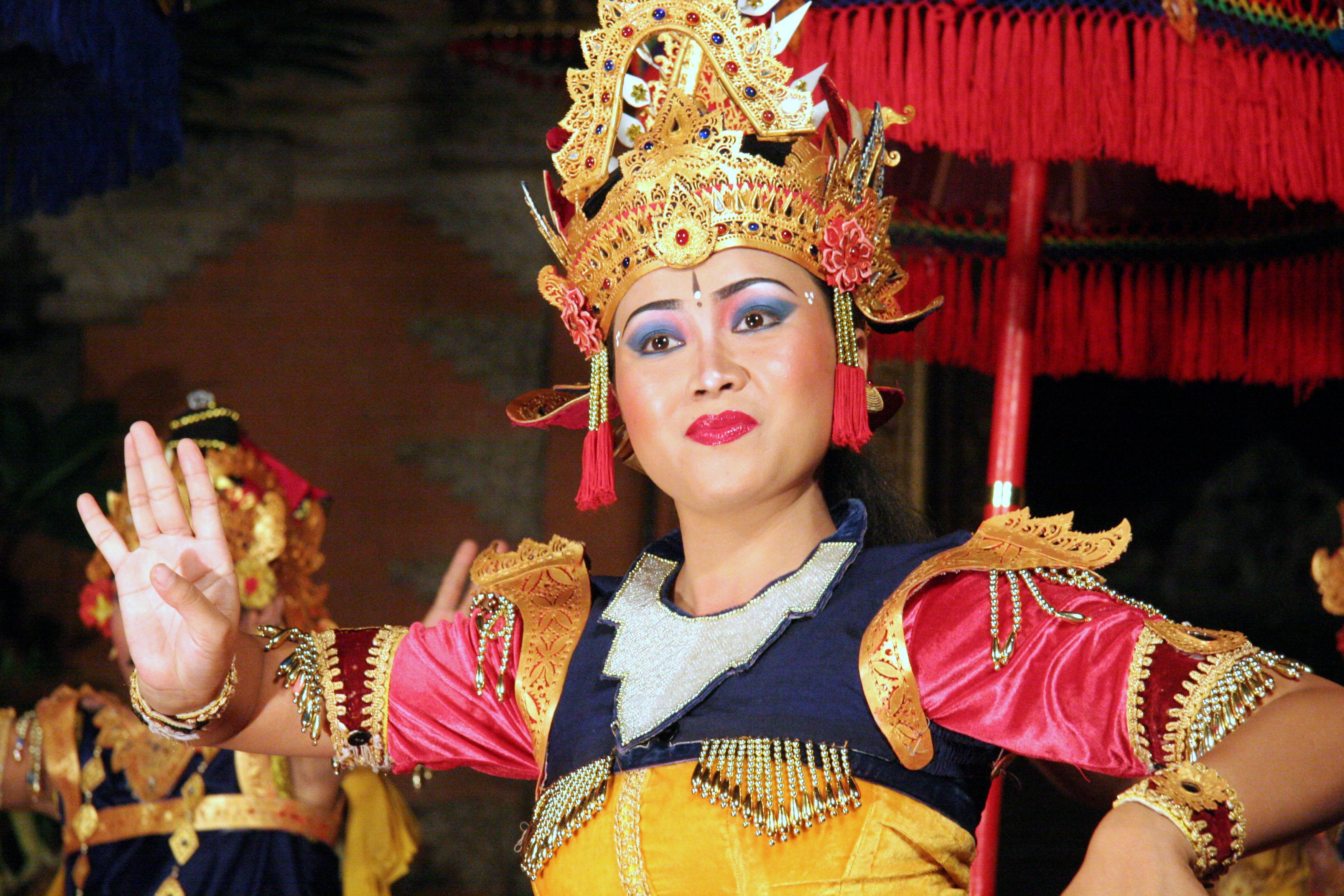
Foto 8/8
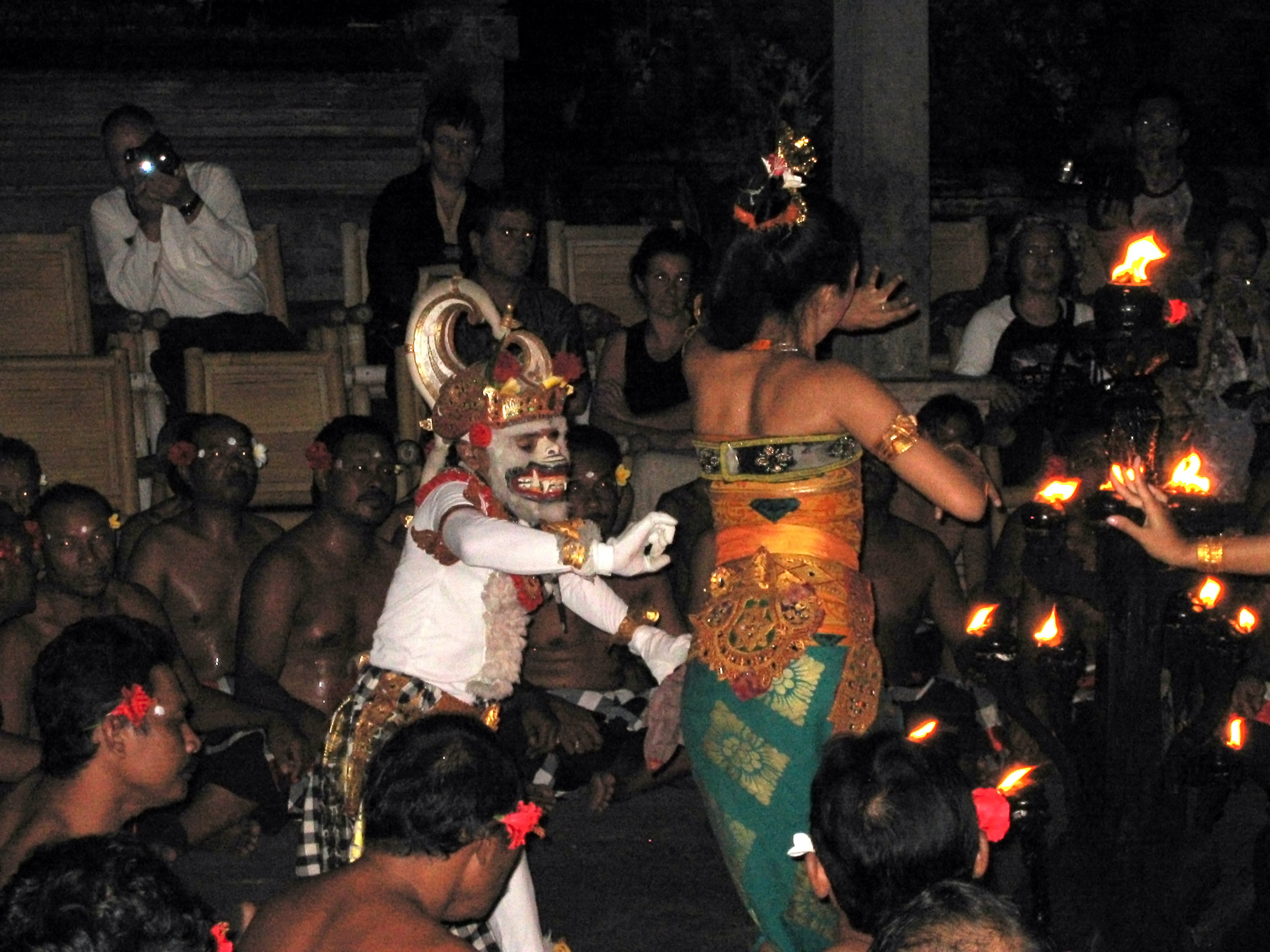
Hanuman en Sita